# Эремурус Зои
Эремурус Зои (лат. Eremurus zoae) — вид однодольных растений рода Эремурус (Eremurus) семейства Ксанторреевые (Xanthorrhoeaceae). Впервые описан российским ботаником Алексеем Ивановичем Введенским в 1971 году.

## Распространение и среда обитания
Эндемик Кыргызстана. Узкоареальный вид, известный с участка между ущельями Иссык-Ата и Кегеты в северной части Киргизского хребта.
Растёт на горных склонах с загипсованными почвами.

## Ботаническое описание
Клубневой геофит, ксеромезофит.
Травянистое растение.
Стебель голый, высотой 25—40 см.
Листья заострённые, мечевидные.
Соцветие цилиндрической формы, с большим количеством колокольчатых цветков жёлтого цвета c жилистым околоцветником.
Коробочка бурого цвета, шарообразная, гладкая.
Цветёт в апреле и мае, плодоносит в мае.

## Значение
Выращивается как декоративное растение.

## Природоохранная ситуация
Эремурус Зои занесён в Красную книгу Киргизии в статусе «VU» (уязвимый вид). Опасения вызывает хозяйственная деятельность человека (сбор на цветы, выкапывание корневищ, выпас скота). Численность экземпляров не известна, природоохранные мероприятия не разработаны.